# Carlton Trail

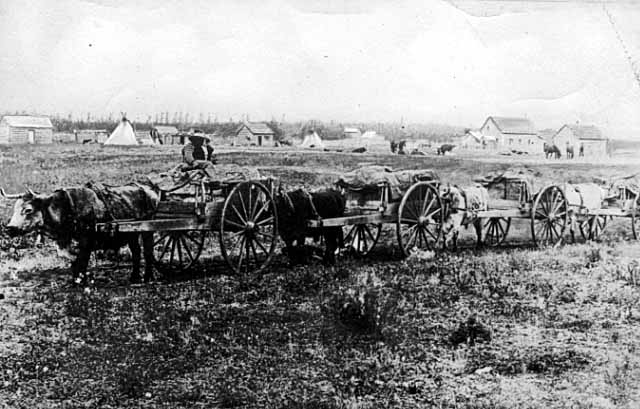
Carromato del río Rojo en el Carlton Trail

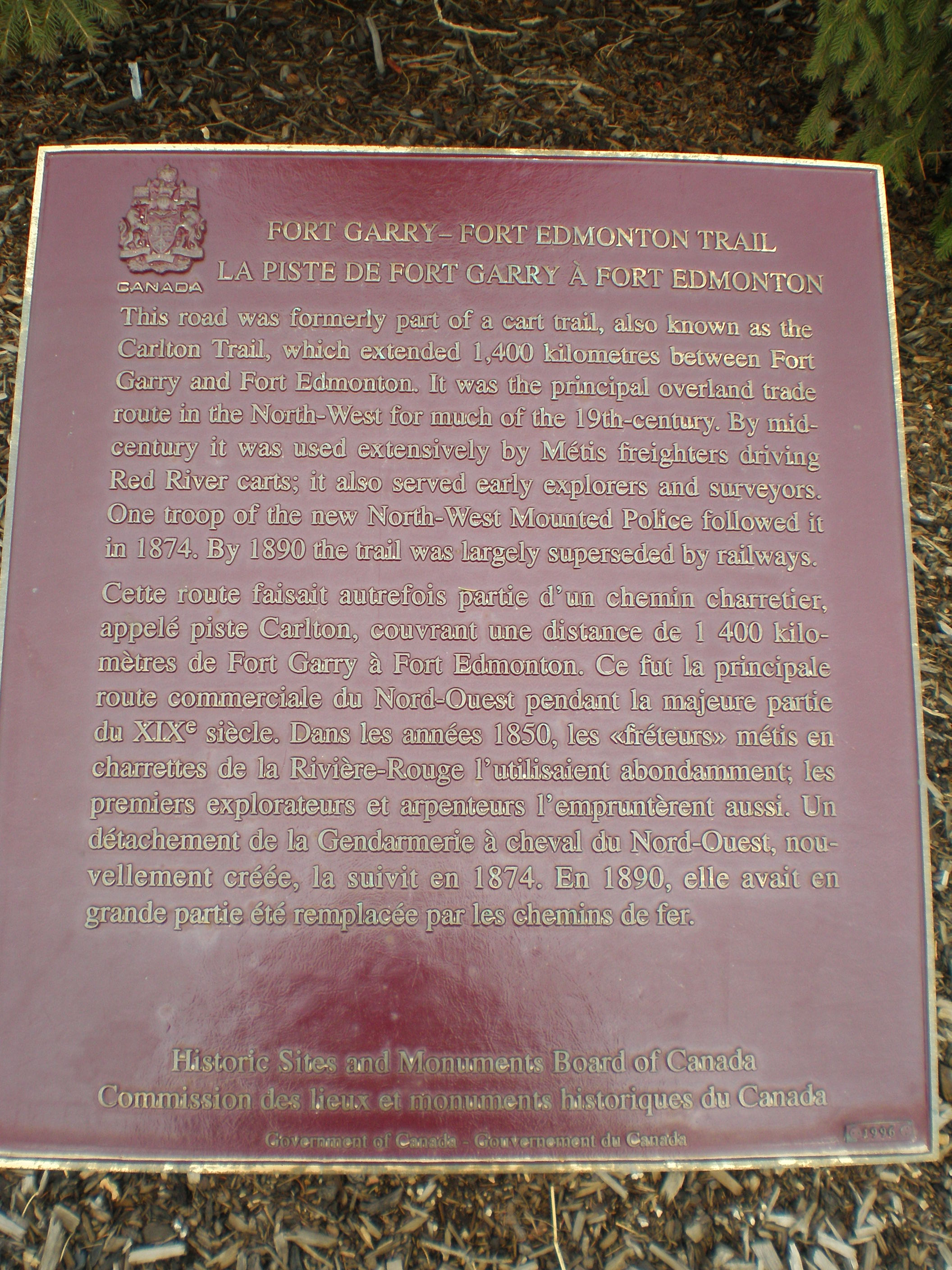
Placa de Sitio Histórico Nacional de Canadá.

La ruta Carlton (del inglés: Carlton Trail),  también traducido como sendero, senda, camino o pista Carlton, fue la principal ruta de transporte terrestre que durante la mayor parte del siglo XIX conectaba las diferentes partes del Noroeste de Canadá.
La ruta se extendía desde la Colonia del Río Rojo hasta lo que hoy es Fort Qu'Appelle, via Fort Ellice. Desde aquí el sendero corría hacia el norte y cruzaba el río Saskatchewan Sur, cerca de Batoche (Saskatchewan), hasta llegar a Fuerte Carlton, a orillas del río Saskatchewan Norte. Desde este punto la ruta seguía hacia el oeste continuando por el valle del río hasta Fort Edmonton (en lo que ahora es Edmonton, Alberta). La distancia total en el camino recorrido entre Fort Garry (Winnipeg) hasta el Upper Fort des Prairies (en Edmonton) era de aproximadamente 1.500 km. De la pista principal salían muchas rutas menores, como el sendero a Fort à la Corne (Fort à la Corne Trail) en el valle del Saskatchewan.
Este camino, que conectaba con el oeste, fue de gran importancia durante el siglo XIX como carretera para los habitantes de la región. Las distintas secciones de la ruta fueron conocidas a lo largo del tiempo por muchos nombres diferentes, como The Company Trail, Saskatchewan Trail, Fort Ellice Trail, Winnipeg Trail, Edmonton Trail o Victoria Trail.
El principal medio de transporte a lo largo del camino fue el carromato del río Rojo (Red River Cart) y se decía que el trayecto completo con un carromato de bueyes empleaba cerca de dos meses.
Fue una ruta integral para los porteadores métis y los empleados de la Compañía de la Bahía de Hudson, así como para los primeros colonos blancos. Con la llegada de la Canadian Pacific Railway a finales de 1880, y de los numerosos ramales que la siguieron, la ruta fue perdiendo poco a poco importancia. A principios de la década de 1900 muchas partes fueron cercadas, aunque otras secciones locales de la pista se mantuvieron en uso hasta finales de la década de 1930.
El uso de la ruta fue designado como Evento de importancia histórica nacional en el año 1972.